# Alf Rigby
Alf Rigby, né à Dublin le 24 avril 1909 et mort à Saint-Jean au Canada le 10 octobre 1981, est un footballeur irlandais. Il évolue dans le championnat irlandais, dont il est le meilleur buteur à deux reprises en 1934 et 1935. Il joue principalement au Saint James's Gate Football Club.

## Biographie

### Carrière en club
Alf Rigby joue pour trois clubs en Irlande, successivement au Bray Unknowns Football Club, au Saint James's Gate Football Club et au Dundalk Football Club. Mais c'est au sein de l'équipe du St James's Gate, l'équipe de l'entreprise Guinness, qu'il acquiert son plus beau palmarès.
Entre 1933 et 1935 il joue ses deux meilleures saisons en étant deux fois consécutivement le meilleur buteur du championnat d'Irlande avec 13 puis 17 buts. En mars 1934, il dispute la finale de la Coupe d'Irlande. Son club perd le match 4-1 contre le Cork Football Club. La saison suivante, ses 17 buts aident St James's Gate à se hisser à la deuxième place du championnat. En 1936 il remporte la League of Ireland Shield.

### Carrière internationale
Lors de la saison 1934-1935, Alf Rigby joue à trois reprises sous les couleurs de l'équipe de république d'Irlande.
Il fait ses débuts internationaux le 16 décembre 1934 lors d'un match amical à Dalymount Park contre la Hongrie. L'Irlande perd sur le score de quatre buts à deux. En mai 1935, il est membre de l'équipe d'Irlande qui fait une tournée européenne. Il dispute deux matchs, le premier, une victoire 1-0 sur la Suisse et le second, une défaite 3-1 contre l'Allemagne.

## Palmarès
En club
- League of Ireland Shield
  - Vainqueur en 1935-1936 avec le Saint James's Gate FC
- Coupe d'Irlande
  - Finaliste en 1934-1935 avec le Saint James's Gate FC

Individuel
- Meilleur buteur du championnat d'Irlande
  - saison 1933-1934 : 13 buts
  - saison 1934-1935 : 17 buts